# 카시아 (식물)
카시아(cassia, 학명: Cassia fistula 카시아 피스툴라[*])는 콩과의 나무이다. 원산지는 인도 대륙 및 인접한 동남아시아 지역이다. 태국의 나라꽃이며, 인도 케랄라주에서도 주를 상징하는 꽃으로 삼고 있다. 태국어 이름인 라차프륵(ราชพฤกษ์)으로도 알려져 있다.